# Kita Abaschidse
Kita (Iwane) Abaschidse (georgisch კიტა აბაშიძე; geb. 28. Januar 1870 im Dorf Lesa, Osurgeti-Distrikt – gest. 30. Dezember 1917 in Tiflis) war ein georgischer Literaturwissenschaftler, Kritiker, Publizist, sozialer und politischer Aktivist, einer der Gründer (1901) und Anführer der georgischen Sozialistischen Föderalistischen Partei.

## Frühes Leben und Ausbildung

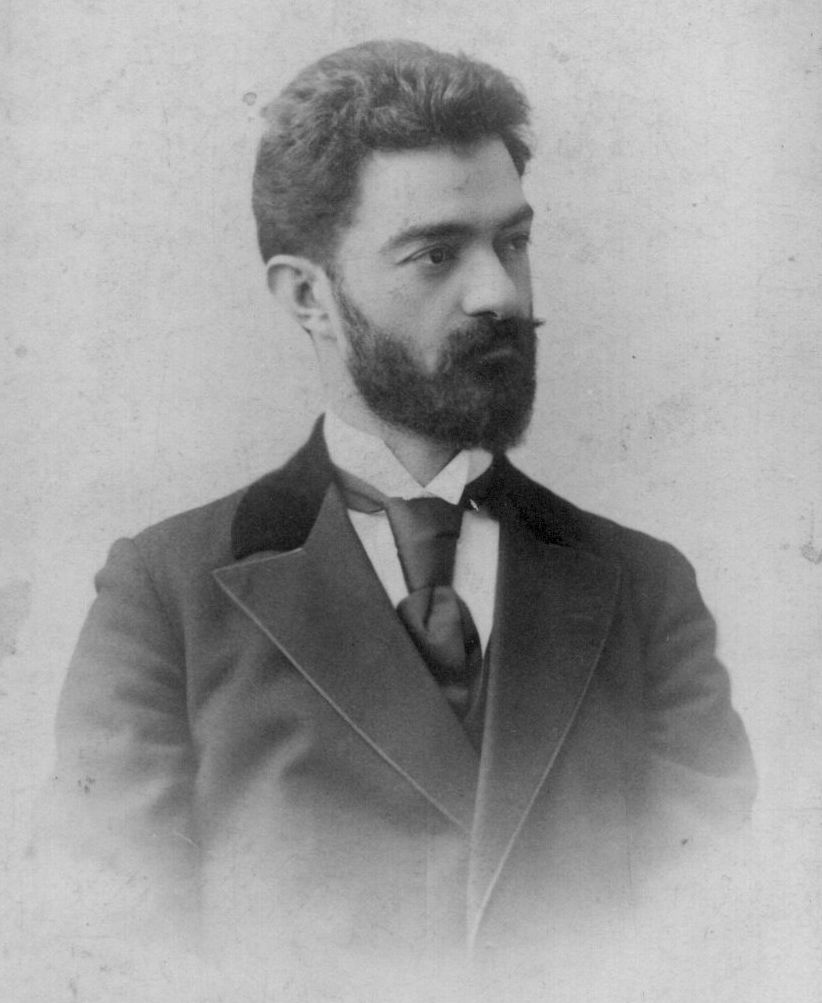
Kita Abaschidse

Kita Abaschidse wurde in einer Adelsfamilie in der Provinz Gurien geboren. Nach seinem Abschluss am Klassischen Gymnasium in Kutaissi (1889) besuchte er Vorlesungen über Philosophie und Kunsttheorie in Paris und studierte Rechtswissenschaften an der Universität Odessa (1890–1895). In den späten 1890er Jahren arbeitete er für die Kontrollkammer in Tiflis und dann als Schlichter in Ratscha und Tschiatura in Westgeorgien. Ab 1893 engagierte er sich im Journalismus und schrieb regelmäßig Literaturkritiken für die georgische Presse. Seine Ästhetik und Ansichten über die zeitgenössische georgische und Weltliteratur wurden unter dem Einfluss der georgischen Intellektuellen der 1860er Jahre und des französischen Kritikers Ferdinand Brunetière geprägt.

## Literarische und öffentliche Karriere
In den frühen 1900er Jahren war Abaschidse an der Verwaltung der Manganindustrie in Tschiatura beteiligt, zuerst mit Georgi Sdanowitsch und später als Vorsitzender des Manganindustrie-Rates. Er schloss sich auch der Georgischen Sozialistisch-Föderalistischen Revolutionären Partei an und wurde einer ihrer Führer.
Ab 1896 wurde er auf Einladung von Ilia Tschawtschawadse Mitarbeiter von „Iweria“. Ab 1898 begann Kita Abaschidses kreativer Aufstieg als Kritiker der georgischen Literatur des 19. Jahrhunderts. In diesem Jahr wurden seine „Studien zur georgischen Literatur“ in den Seiten von „Moambe“ in Fortsetzungen veröffentlicht, sowie ein kritischer Essay über das Werk von Ilia Tschawtschawadse und später (1900) Essays über das Werk von Wachtang Orbeliani und Giorgi Eristawi. Kita Abaschidse war auch aktiv im öffentlichen Bereich tätig: Er war Mitglied des Vorstands der Gesellschaft zur Verbreitung der Alphabetisierung unter Georgiern, beteiligte sich direkt an den Aktivitäten des Vorstands der Georgischen Dramatischen Gesellschaft, war einer der Gründer der „Union der Kulturgesellschaften Georgiens“ und leitete die Gesellschaft „Sinatle“ (Licht) in Kutaissi. Parallel dazu arbeitete er mit verschiedenen Zeitschriften und Zeitungen zusammen: „Tsnobis Purtseli“, „Sakhalkho Gazeti“ und „Droeba“. In der Familie von Mariam Dschambakur-Orbeliani, der Tochter von Wachtang Orbeliani, lernte Kita seine zukünftige Frau Tekle Dschambakur-Orbeliani, die Tochter von Nikoloz, kennen. Sie hatten vier Kinder. Iwane Dschawachischwili wurde ebenfalls ein Schwiegersohn derselben Familie (er heiratete Tekles jüngere Schwester Anastasia), und von diesem Tag an begann eine herzliche Freundschaft zwischen Kita Abaschidse und Iwane Dschawachischwili.

## Politisches Engagement
Ab 1901 war Kita Abaschidse Vorsitzender der „Mutual Trust Bank“ des Rates der Manganindustriellen von Tschiatura und wurde dann stellvertretender Vorsitzender des Rates, Georgi Sdanowitsch. Während der Tage der Revolution von 1905 beteiligte er sich aktiv an allen regierungsfeindlichen Demonstrationen in Tschiatura. Er wurde sogar für eine Weile verhaftet und nur dank einflussreicher Verwandter aus der Haft entlassen. 1909 wurde Kita Abaschidse zum zweiten Mal verhaftet. Der Grund war seine Rede auf der Versammlung des Adels in Kutaissi am 22. Februar 1909, wo die Frage der Autokephalie der georgischen Kirche aufgeworfen wurde. Kita Abaschidse forderte zusammen mit Dawid Mikeladse und Nikoloz Tawdgiridse die Unabhängigkeit der Kirche. Auf Anordnung des Gouverneurs von Kutaissi wurde Kita sofort verhaftet und dann dank Verwandter wieder freigelassen. 1911–1912 wurde Kita Abaschidses berühmtes Werk „Studien zur georgischen Literatur des 19. Jahrhunderts“ in Kutaissi veröffentlicht, das den Höhepunkt der 1898 in den Seiten von „Moambe“ begonnenen Arbeit darstellte. Dies ist ein wertvoller Gewinn für die georgische Literaturkritik; es spielte eine wichtige Rolle in der Geschichte des georgischen literaturkritischen Denkens und bestimmte die gesamte nachfolgende Entwicklung der Geschichte der neuen georgischen Literatur als Wissenschaft.
Im Jahr 1911 gründeten die Freunde und Gleichgesinnten von Kita, Giorgi Sdanowitsch, Ewgeni Gegetschkori und Nikolos Tschcheidse, die Freimaurerloge „Kaukasische“, der Kita Abaschidse am Tag ihrer Gründung beitrat. Nach der Gründung auch, Iason Bakradze, Alexander Diasamize, Petre Kipiani und andere beigetreten sind. Ihre Ziele waren die Förderung von Humanität, Geduld, Liebe zu den Menschen und Respekt in der Gesellschaft. Parallel zu diesen Zielen versuchte die Gesellschaft, nützliche Menschen für das Land zu versammeln und direkten sowie indirekten Einfluss auf die laufenden Gerichtsprozesse im Land auszuüben.

## Späte Jahre und Vermächtnis
Nach dem Sturz der kaiserlich-russischen Regierung in der Februarrevolution 1917 wurde Abaschidse zum Kommissar für Bildung innerhalb des Sonder-Transkaukasischen Komitees („Ozakom“), einer provisorischen regionalen Verwaltung, ernannt und war zu Beginn das einzige georgische Mitglied dieses Gremiums. Er wurde bettlägerig mit der Diagnose Wirbelsäulentuberkulose. Vor seinem Tod verfasste er ein Testament, in dem er seine reiche Bibliothek der Gesellschaft zur Verbreitung der Alphabetisierung unter Georgiern und der Universität, die sich noch im Aufbau befand, vermachte.
Er starb am 17. Dezember 1917. Er ist im Didube-Pantheon der Schriftsteller und Persönlichkeiten des öffentlichen Lebens begraben. Im März 1917 wurde er im Ozakom durch den Sozialdemokraten Akaki Tschechenkeli ersetzt. Seine Frau, Tekle Dschambakur-Orbeliani, Tochter von Nikoloz (geboren am 6. Juli 1876 in Tiflis – gestorben am 21. September 1961 ebenda), ist ebenfalls im Didube-Pantheon begraben. Sein ältester Sohn, Giorgi, wurde wegen seiner Teilnahme am Aufstand von 1924 erschossen. In Tiflis ist eine Straße nach ihm benannt.